# Фатальне небо
«Фатальне небо» (англ. Fatal Sky) — американсько-австралійсько-югославський фантастичний трилер 1990 р. Фільм не був театрально випущений і вийшов прямо на відео.

## Сюжет
У Норвегії терпить крах військовий літак за містичних обставин: пілот перед аварією встиг повідомити про безліч вогнів у небі. НАТО бажає зам'яти історію, але журналіст на ім'я Джефф Мілкер, відчувши сенсацію, вирішує розібратися. Поступово після виявлення ряду доказів він приходить до висновку, що вся справа в секретному урядовому проекті. Потім журналіст вирішує найняти в допомогу пілота на прізвисько «Птах», щоб докопатися до самої істини.

## Ролі
- Майкл Нурі — Джефф Мілкер
- Дарлан Флуджел — Філліс Макнамара
- Максвелл Колфілд — Джордж Еббот
- Деррен Несбітт — Артур Корбін
- Рей Чарлсон — доктор Банністер
- Себастьян Аллен — Біггз
- Чарльз Дарнінг — полковник Кленсі

## Критика
Рейтинг фільму на сайті IMDb — 3,8/10. 